# Joseph Willibald Strasser
Joseph Willibald Strasser (* 28. Februar 1769 in Wolfach; † 25. März 1846 in Konstanz) war ein deutscher römisch-katholischer Geistlicher, Theologe der katholischen Aufklärung und Pädagoge.
Joseph Willibald Strasser studierte nach seinem Abitur in Donaueschingen die Fächer Philosophie, Pädagogik und Katholische Theologie an der Universität Salzburg und empfing im Juni 1792 die Priesterweihe in Konstanz. 1796 wurde er Pfarrer von Fronstetten und Emmingen und 1802 Hofkaplan in Donaueschingen. 1804 übernahm er die Pfarre Göggingen. Generalvikar Ignaz Heinrich von Wessenberg ernannte ihn im selben Jahr zum bischöflichen Deputaten und Decanatsadjuncten in Meßkirch. 1810 setzte ihn Wessenberg als Verwalter in Meersburg ein. Bischof Karl Theodor von Dalberg ernannte ihn 1811 zum Geistlichen Rat. 1813 wurde er an der Domkurie des Konstanzer Münsters angestellt sowie zum Dekan und Bezirksschulvisitator ernannt. Er war Konstanzer Münsterpfarrer von 1821 bis 1846.
Er gründete 1830 das Alexander-von-Humboldt-Gymnasium Konstanz.
Er war ein Vertrauter von Ignaz Heinrich von Wessenberg.

## Schriften
- Deutsche Messgesänge von Salem - Cod. Sal. VIII,113, 1804
- Drey gemeinschaftliche Meßandachten in Form von Litaneyen, Waibel 1807, mit Johann Bernhard Hahn
- Das Leiden und Sterben unsers Herrn Jesu Christi nach der Göttlichen Vorschrift in XV. Stationen zum Gebrauche in der Fasten, bey Bethstunden, und an Statt den sogenannten Rumpelmetten in der Karwoche, Herder Verlag 1807
- Anleitung zur deutschen Rechtschreibung für Landschulen, Waibel 1808
- Katholisches Gesang- und Gebetbüchlein für Stadt- und Landschulen, Hofbuchdruckerei 1810
- Das Lehrverdienst erhält seine Krone oder Die Schulmeister zu Langohrhausen und Lerngernbach. Ein JugendSchauspiel in fünf Aufzügen, F. X. Forster Verlag 1816
- Namen-Büchlein oder Lese-, Sprach- und Denklehre für die Elementarschüler des Ersten Kurses, Herder Verlag 1816
- Christkatholischer Katechismus für die untere Klasse der Elementarschüler, Wagner 1817
- Elementarische Lese-Denk- und Sprachlehre für BürgerSchulen, F. X. Forster Verlag 1817
- Das Sprach- und Lesebuch für deutsche Schulen (Band 1), F. X. Forster Verlag 1818
- Das Sprach- und Lesebuch für deutsche Schulen (Band 2), F. X. Forster Verlag 1818
- Handbuch der Naturlehre, Naturgeschichte und Technologie für die obere Klasse der deutschen Schulen, F. X. Forster Verlag 1818
- Drei Jugendschauspiele. Aufsätze zu deklamatorischen Übungen mit Musikbeilagen, Doll 1819
- Naturlehre, Naturgeschichte und Technologie, Wallis 1820
- Die Schulaufnahme am Vorabend der Schulhausweihe - Ms. 145. Schauspiel in fünf Aufzügen mit Gesängen, 1822
- Der Theaterfreund für die Jugend (Band 1), 1824
- Der Theaterfreund für die Jugend (Band 4), 1824
- Die öffentliche Gottesverehrung für die katholischer Schuljugend der Stadt Constanz, Bannhard 1826
- Der Herbstbesuch - Ms. 146. Jugendschauspiel in fünf Aufzügen mit Gesängen, 1826
- Die Parabel des verlorenen Sohnes in sechs Bildern zum Unterrichte über das heil. Bußsakrament, 1827
- Kurzer Entwurf einer bürgerlichen Fortbildungsschule für Knaben vom 13ten bis 15ten Altersjahre in der Stadt Constanz, Bannhard 1829
- Der Unterricht in der Volks-Schulkunde. Eine Forderung der Zeit an Seminarien für Geistliche, Bannhard 1831
- Handbuch für deutsche Elemtarschüler, F. X. Forster Verlag 1832
- Der Lehrstoff und Lehrgang der Volksschule. Ein Vademecum für Schulkandidaten, Wagner 1833
- Der Lehrstoff und Lehrgang der Volksschule. Ein Vademecum für Schulkandidaten, Schullehrer und Schul-Inspektoren, Steinerische Buchhandlung 1834
- Erstes Sprach- und Lesebuch für Stadt- und Landschulen, Glükher 1839